# Тухов
Тухов (пољ. Tuchów) је град у Пољској у Војводству Малопољском у Повјату тарновски. Према попису становништва из 2011. у граду је живело 6.681 становника.

## Становништво
Према прелиминарним подацима са пописа, у граду је 2011. живело 6.681 становника.
| 2002. | 2011. | 2012. |
| ----- | ----- | ----- |
| 6.393 | 6.681 | 6.729 |